# Narenta
La Narenta (in bosniaco Neretva) è un fiume della Bosnia ed Erzegovina e della Croazia, ha una lunghezza complessiva di 225 km, 203 dei quali sono in Erzegovina mentre i 22 km finali attraversano la regione raguseo-narentana in Dalmazia.

## Descrizione
Le sorgenti sono situate a 1.320 m di altitudine nelle Alpi Dinariche presso Jabuka (80 km a sud di Sarajevo). Nel suo alto corso la Narenta è uno dei fiumi più freddi del mondo (con una media di 7-8 °C nei mesi estivi) ed è caratterizzato da acque estremamente pulite e da flora e fauna endemiche particolarmente delicate.
Dopo essere passato per imponenti gole il fiume scorre per circa 100 km in direzione nord-ovest, poi presso Jablanica modifica il proprio corso verso meridione per sfociare nell'Adriatico con un delta presso Porto Tolero in Croazia. I principali affluenti di destra sono il Rakitnica, il Rama ed il Trebiž; quelli di sinistra sono il Buna e il Bregava.
La città principale lungo la Narenta è Mostar, dove in seguito agli orrori della guerra è stato ricostruito il famoso Stari Most (Ponte Vecchio). Altre città sono Konjic, Jablanica, Čapljina e la storica Počitelj. Il delta della Narenta è di fondamentale importanza per l'agricoltura della Dalmazia meridionale, in quanto costituisce una delle poche aree irrigue della zona.
Nel delta della Narenta sorgeva l'antica cittadina di Narona (epoca di Augusto), dove oggi si trova Vid, presso Metković, di cui restano ancora poche rovine. Narona venne costruita dai romani dopo la guerra vittoriosa contro la tribù illirica dei Daorsoi (forse i Daversi) e prosperò nel III secolo. Poi cominciò il suo declino, soprattutto dopo un grande terremoto nel IV secolo. All'arrivo delle tribù degli Slavoni, nel VI secolo, la città venne abbandonata e le sue rovine vennero coperte da materiale portato dal fiume. Al momento sono stati eseguiti solo pochi scavi.
Nella zona della Narenta si trovavano numerosi pirati che nel IX secolo saccheggiavano le città istriane. In particolare, nell'872 il bano Domagoi, duca di Croazia, sconfigge la flotta veneziana nei pressi di punta Salvore, nell'875 essi, dopo aver saccheggiato e distrutto Vestre, vengono invece sconfitti dagli stessi veneziani presso Umago e nell'876 ancora Domagoi devasta diverse cittadine istriane.
Dalla valle della Narenta provengono le popolazioni slave che, a partire dal basso medioevo, hanno a più riprese, colonizzato e ripopolato tratti dei territori costieri medioadriatici come le campagne di Ortona in Abruzzo o di alcuni centri molisani. Proprio in alcuni comuni del Molise ancora oggi viene parlato un dialetto croato. In prossimità della foce sorge il moderno porto industriale di Porto Tolero, il più importante della zona, che convoglia merci dalla Dalmazia e da tutta la Bosnia-Erzegovina.